# Ламар (округ, Алабама)
Лама́р (англ. Lamar County) — округ в штате Алабама, США. Официально образован в 1877 году. По состоянию на 2010 год, численность населения составляла 14 564 человека. Административный центр — Вернон.

## География
По данным Бюро переписи США, общая площадь округа равняется 1 566,952 км2, из которых 1 566,952 км2 суша и 1,554 км2 или 0,100 % это водоемы.

### Соседние округа
|                        |        | Марион |
| Монро (шт. Миссисипи)  | север  | Фейетт |
| Монро (шт. Миссисипи)  | Ламар  | Фейетт |
| Монро (шт. Миссисипи)  | юг     | Фейетт |
| Лаундс (шт. Миссисипи) | Пикенс |        |

## Население
По данным переписи населения 2000 года в округе проживает 15 904 жителей в составе 6 468 домашних хозяйств и 4 715 семей. Плотность населения составляет 10,00 человек на км2. На территории округа насчитывается 7 517 жилых строений, при плотности застройки около 5,00-ти строений на км2. Расовый состав населения: белые — 86,87 %, афроамериканцы — 11,98 %, коренные американцы (индейцы) — 0,11 %, азиаты — 0,06 %, гавайцы — 0,00 %, представители других рас — 0,46 %, представители двух или более рас — 0,51 %. Испаноязычные составляли 1,30 % населения независимо от расы.
В составе 31,40 % из общего числа домашних хозяйств проживают дети в возрасте до 18 лет, 58,60 % домашних хозяйств представляют собой супружеские пары проживающие вместе, 10,90 % домашних хозяйств представляют собой одиноких женщин без супруга, 27,10 % домашних хозяйств не имеют отношения к семьям, 25,40 % домашних хозяйств состоят из одного человека, 12,10 % домашних хозяйств состоят из престарелых (65 лет и старше), проживающих в одиночестве. Средний размер домашнего хозяйства составляет 2,43 человека, и средний размер семьи 2,89 человека.
Возрастной состав округа: 23,60 % моложе 18 лет, 8,70 % от 18 до 24, 27,70 % от 25 до 44, 24,10 % от 45 до 64 и 24,10 % от 65 и старше. Средний возраст жителя округа 38 лет. На каждые 100 женщин приходится 93,40 мужчин. На каждые 100 женщин старше 18 лет приходится 90,90 мужчин.
Средний доход на домохозяйство в округе составлял 28 059 USD, на семью — 33 050 USD. Среднестатистический заработок мужчины был 30 453 USD против 18 947 USD для женщины. Доход на душу населения составлял 14 435 USD. Около 13,30 % семей и 16,10 % общего населения находились ниже черты бедности, в том числе — 19,10 % молодежи (тех, кому ещё не исполнилось 18 лет) и 18,60 % тех, кому было уже больше 65 лет.